# Cupa Mondială de Baschet Masculin din 2019 - Grupa I
Grupa I de la Cupa Mondială de Baschet Masculin din 2019 a fost o grupă din etapa a doua din cadrul Cupei Mondiale de Baschet Masculin din 2019 care și-a desfășurat meciurile la Foshan International Sports and Cultural Center, Foshan. Echipele din această grupă sunt cele care s-au clasat pe primele două locuri din grupele preliminare Grupa A și Grupa B. Echipele au jucat contra celorlalte două echipă din cealaltă grupă. După ce toate meciurile au fost jucate, primele două echipe din clasament s-au calificat în sferturile de finală, echipa de pe locul al treilea s-a clasat în zona locurilor 9-12, iar echipa de pe locul al patrulea s-a clasat în zona locurilor 13-16.

## Clasament
| Loc | Echipa    | MJ | V | Î | PM  | PP  | PD  | Pct | Calificare           |
| --- | --------- | -- | - | - | --- | --- | --- | --- | -------------------- |
| 1   | Argentina | 5  | 5 | 0 | 436 | 343 | +93 | 10  | Sferturile de finală |
| 2   | Polonia   | 5  | 4 | 1 | 383 | 373 | +10 | 9   | Sferturile de finală |
| 3   | Rusia     | 5  | 3 | 2 | 373 | 358 | +15 | 8   |                      |
| 4   | Venezuela | 5  | 2 | 3 | 355 | 366 | −11 | 7   |                      |

## Meciuri

### Polonia vs. Rusia
| 6 septembrie 2019 16:00 |

| Raport |

| Polonia                                          | 79–74 | Rusia                                                         |
| Scorul pe sferturi: 16–22, 18–18, 19–17, 26–17   |       |                                                               |
| Pt: Waczyński 18 Rec: Ponitka 9 Pase: Koszarek 4 |       | Pt: Kulagin 21 Rec: Vorontsevich 10 Pase: Karasev, Kurbanov 4 |

### Argentina vs. Venezuela
| 6 septembrie 2019 20:00 |

| Raport |

| Argentina                                      | 87–67 | Venezuela                                       |
| Scorul pe sferturi: 17–12, 21–13, 25–22, 24–20 |       |                                                 |
| Pt: Deck 25 Rec: Scola 6 Pase: Campazzo 9      |       | Pt: Carrera 19 Rec: Colmenares 7 Pase: Vargas 5 |

### Venezuela vs. Rusia
| 8 septembrie 2019 16:00 |

| Raport |

| Venezuela                                       | 60–69 | Rusia                                                        |
| Scorul pe sferturi: 10–13, 17–14, 15–21, 18–21  |       |                                                              |
| Pt: Carrera 19 Rec: Carrera 10 Pase: Guillent 5 |       | Pt: Vorontsevich 17 Rec: Vorontsevich 9 Pase: Vorontsevich 5 |

### Polonia vs. Argentina
| 8 septembrie 2019 20:00 |

| Raport |

| Polonia                                            | 65–91 | Argentina                                                 |
| Scorul pe sferturi: 14–20, 13–22, 14–28, 24–21     |       |                                                           |
| Pt: Slaughter 16 Rec: Hrycaniuk 6 Pase: Koszarek 5 |       | Pt: Scola 21 Rec: Fjellerup, Scola 6 Pase: Laprovíttola 7 |